# ایم-۷ اسپارو
موشک اسپارو (به انگلیسی: Aim-7 Sparrow) یک موشک هدایت راداری نیمه فعال ساخت ایالات متحده آمریکا است. این موشک در جنگ ویتنام به‌طور گسترده توسط نیروی هوایی آمریکا و بر روی هواپیمای اف-۴ استفاده شد. این موشک نقش بسزایی در برتری هوایی ایالات متحده در جنگ ویتنام داشت و در مجموع پنجاه جنگنده ویتنام شمالی از انواع میگ-۱۷، میگ-۱۹ و میگ-۲۱ با استفاده از آن سرنگون شدند. برد عملیاتی این موشک تا ۴۰ کیلومتر است. اما نسل‌های اولیه آن مانند ایم-۷ بی تنها از فاصله ۱۵ تا ۲۰ مایلی از دقت قابل قبولی برخوردار بودند.
مشکل اساسی این نوع موشک نداشتن سامانه رادار مختص خود موشک است. از این رو موشک جهت رهگیری و تعقیب هدف از رادار هواپیمای شلیک‌کننده استفاده می‌کند. به این ترتیب که ابتدا خلبان توسط رادار خود هدف را شناسایی و رادار هواپیما را به اصطلاح روی هدف قفل (Lock) می‌کند. چنانچه تمام شرایط شلیک فراهم باشد، خلبان موشک را شلیک می‌کند. از این پس حسگر موجود در سر موشک امواج رادار منعکس شده هواپیمای مادر از سمت هدف را تعقیب می‌کند. به همین دلیل خلبان ناگزیر است تا زمان برخورد موشک به هدف، هواپیمای هدف را تعقیب نموده و رادار خود را نیز بر روی آن قفل نگه دارد. از آنجا که رادار به منزله چشم خلبان برای مسافت‌های فراتر از میدان دید است، خلبان در مدت حرکت موشک تا برخورد تقریباً کور بوده و حتی نمی‌تواند از مانورهای فرار استفاده کند. از این رو این موشک‌ها در عین دقت و کاربرد بسیار، تا حدودی خطرناک نیز هستند.
ایم-۷ اسپارو در اکثر کشورهای کاربر آن از خدمت خارج شده و موشک ایم-۱۲۰ آمرام جایگزین آن شده است. آمرام از هدایت راداری فعال استفاده می‌کند و از قابلیت شلیک و بعد هیچ بهره‌مند است. آخرین نسل این موشک ایم-۷ام می‌باشد که در جنگ‌های اخیر آمریکا در عراق و افغانستان به‌طور گسترده استفاده شد.

## جنگ ایران و عراق
در طول جنگ ایران و عراق خلبانان ایرانی با کمک جنگنده‌ اف-۴ انواع مختلف جنگنده‌های عراقی از جمله میراژ اف-۱، میگ-۲۱ و ۲۳، سوخو-۲۲، سوپر اتاندارد، بمب افکن توپولف-۲۲ و چند هلیکوپتر عراقی و احتمالاً یک موشک ضد کشتی اگزوسه (به‌وسیله جنگنده اف-۱۴ تامکت) را از بین بردند.

## نگارخانه

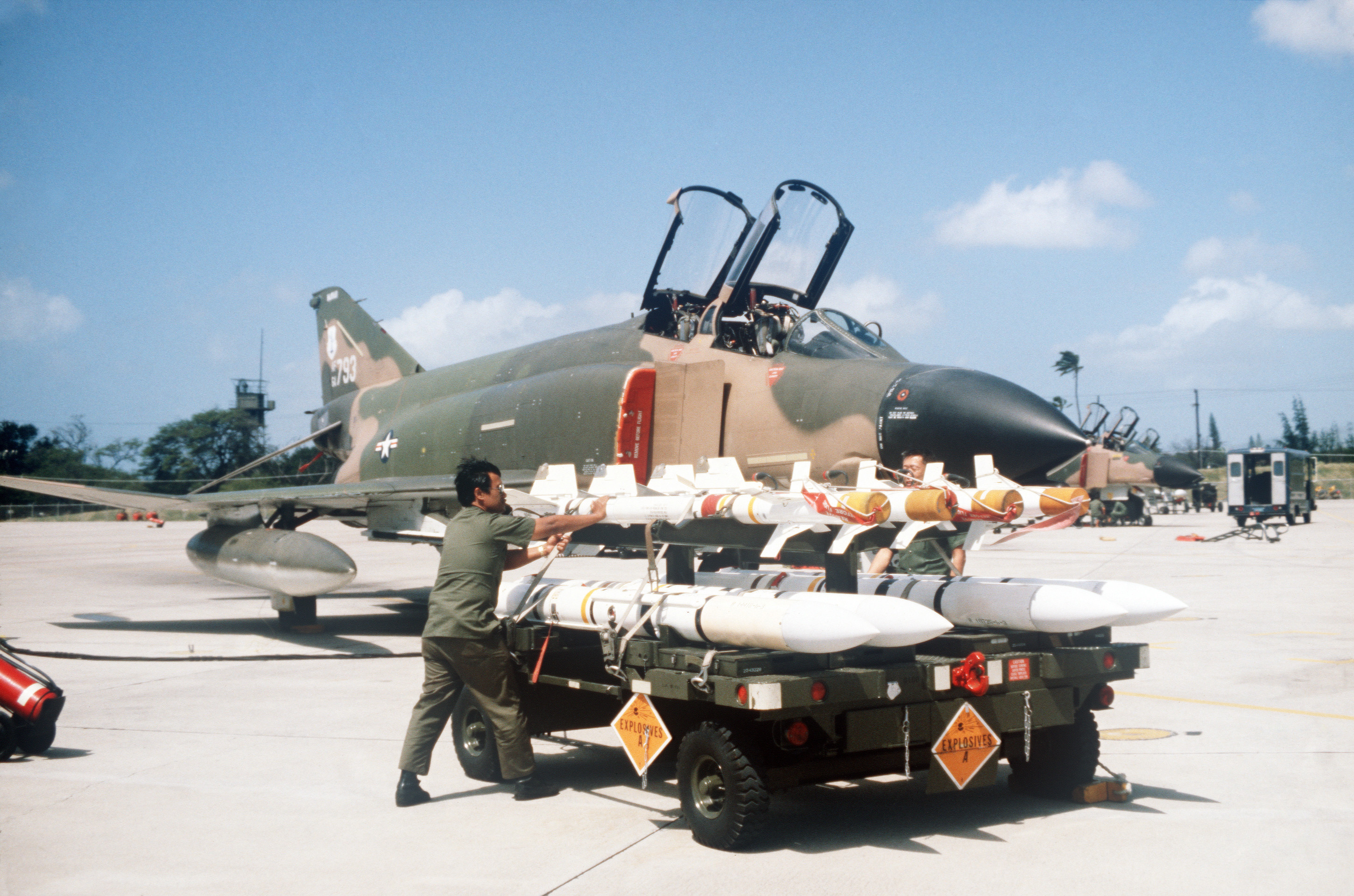
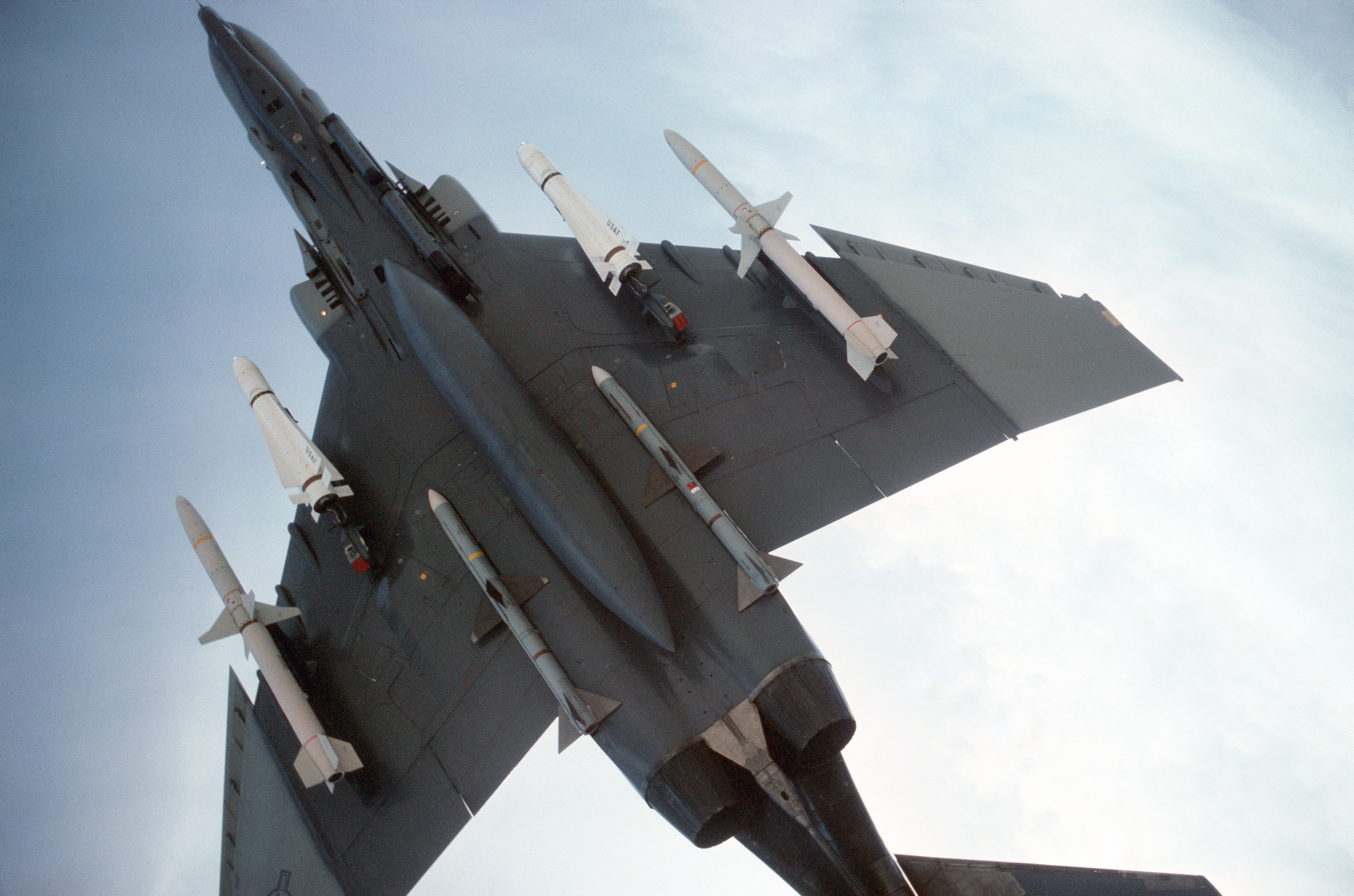
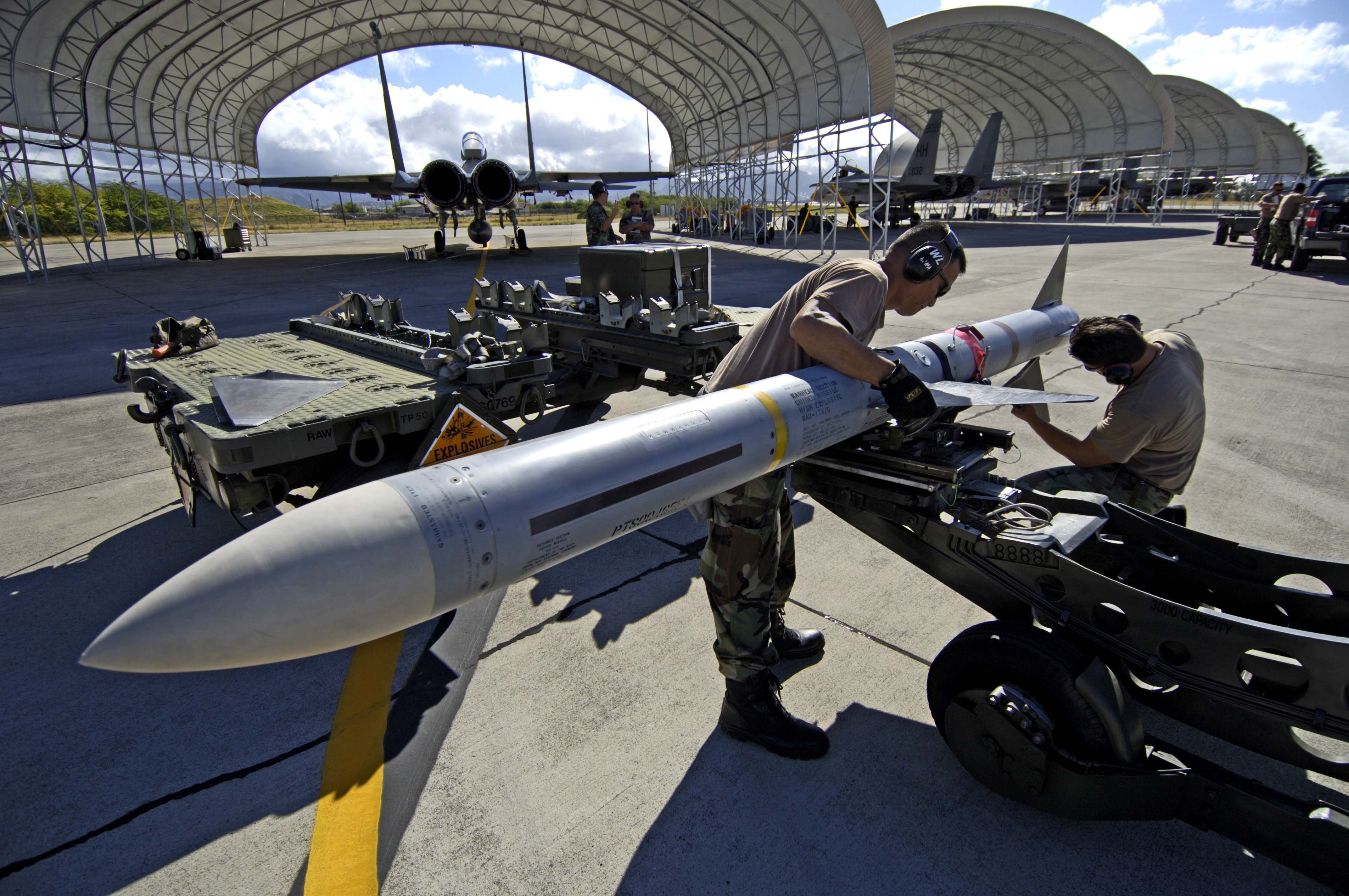
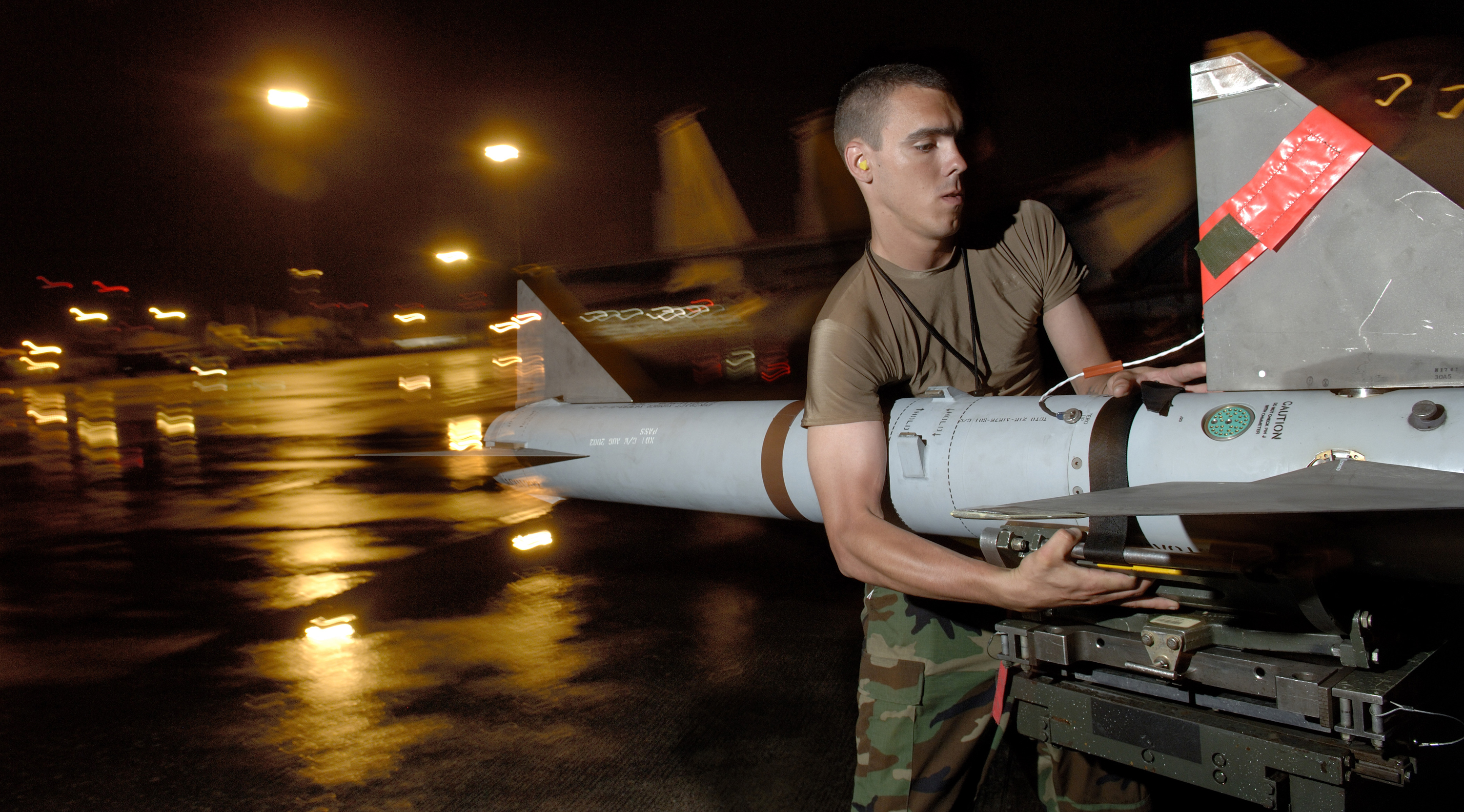